# シモン・ギラン
シモン・ギラン（Simon Guillain、1589年6月15日（洗礼日) - 1658年12月26日）は、フランスの彫刻家である。王立絵画彫刻アカデミーの最初の12人の教授の1人になった。

## 略歴
パリかノワイヨンで生まれた。父親のニコラ・ギラン（Nicolas Guillain: 1550-1639）は彫刻家で、父親や父親の弟子の彫刻家のジャック・サラザン（Jacques Sarrazin: 1592-1660）から彫刻を学んだ。ローマで修行し、アレッサンドロ・アルガルディ（1598－1654）にも学んだとされる。1612年にフランスに戻り、1627年にルイ13世によって国王の彫刻家（sculpteur du roi）に任命された。父親とともに墓標なども制作し、多くの貴族たちから注文を受けて居城の装飾彫刻を制作した。1647年に、パリのシャンジュ橋に王立像を制作したが、この橋は後に建てかえられた · 。
1648年に王立絵画彫刻アカデミーの創設会員となり、最初の12人の教授の1人となった。シモン・ギランの弟子にはジル・ゲラン（Gilles Guérin:1611–1678) やミシェル・アンジェ（Michel Anguier：1612-1686）がいる。
1658年に69歳でパリで亡くなった。同名の息子シモン・ギラン2世（Simon Guillain II:1618-1658)も彫刻家になった。

## 作品

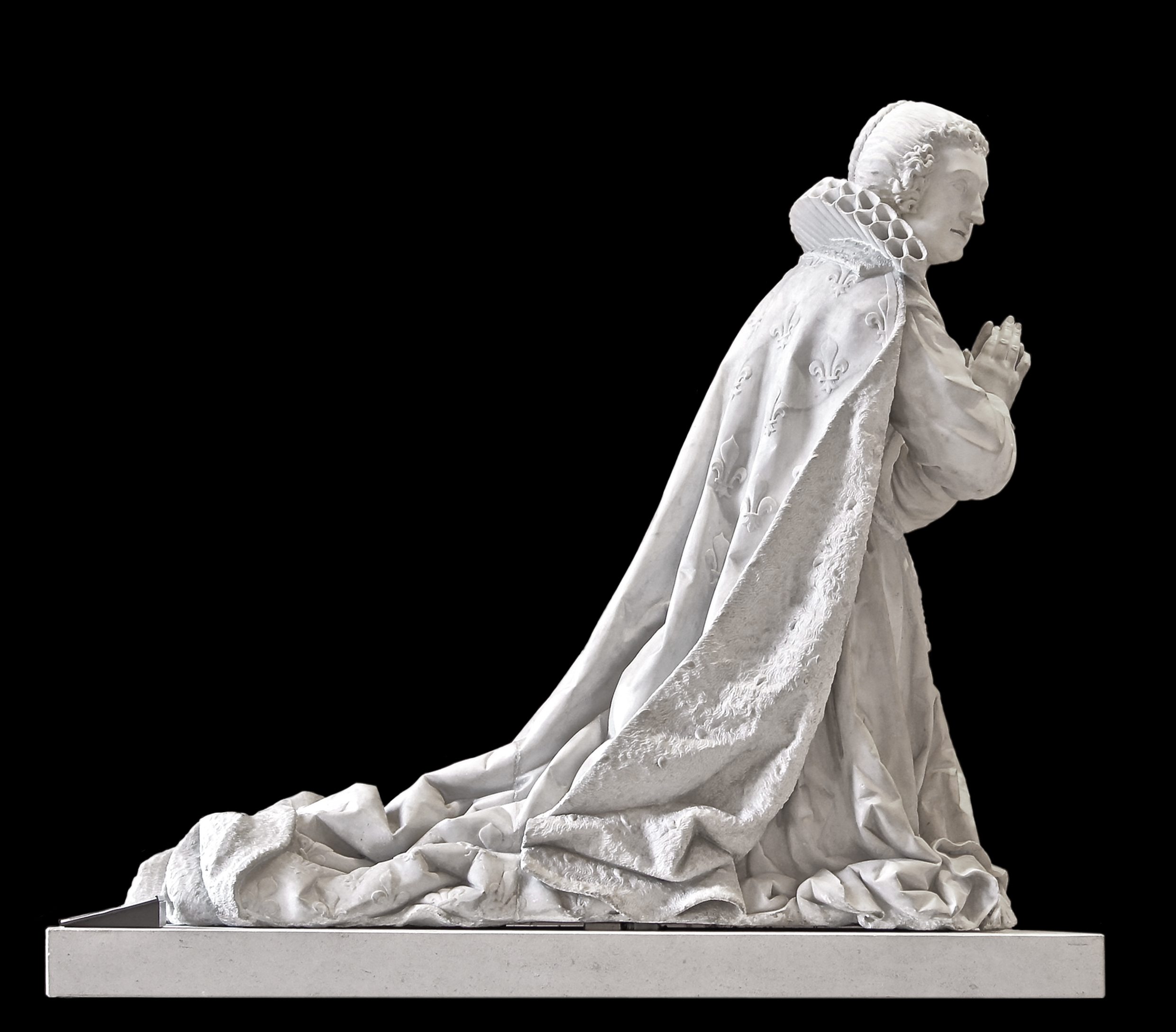
Charlotte- Catherine de la Trémoille de Condé ルーブル美術館
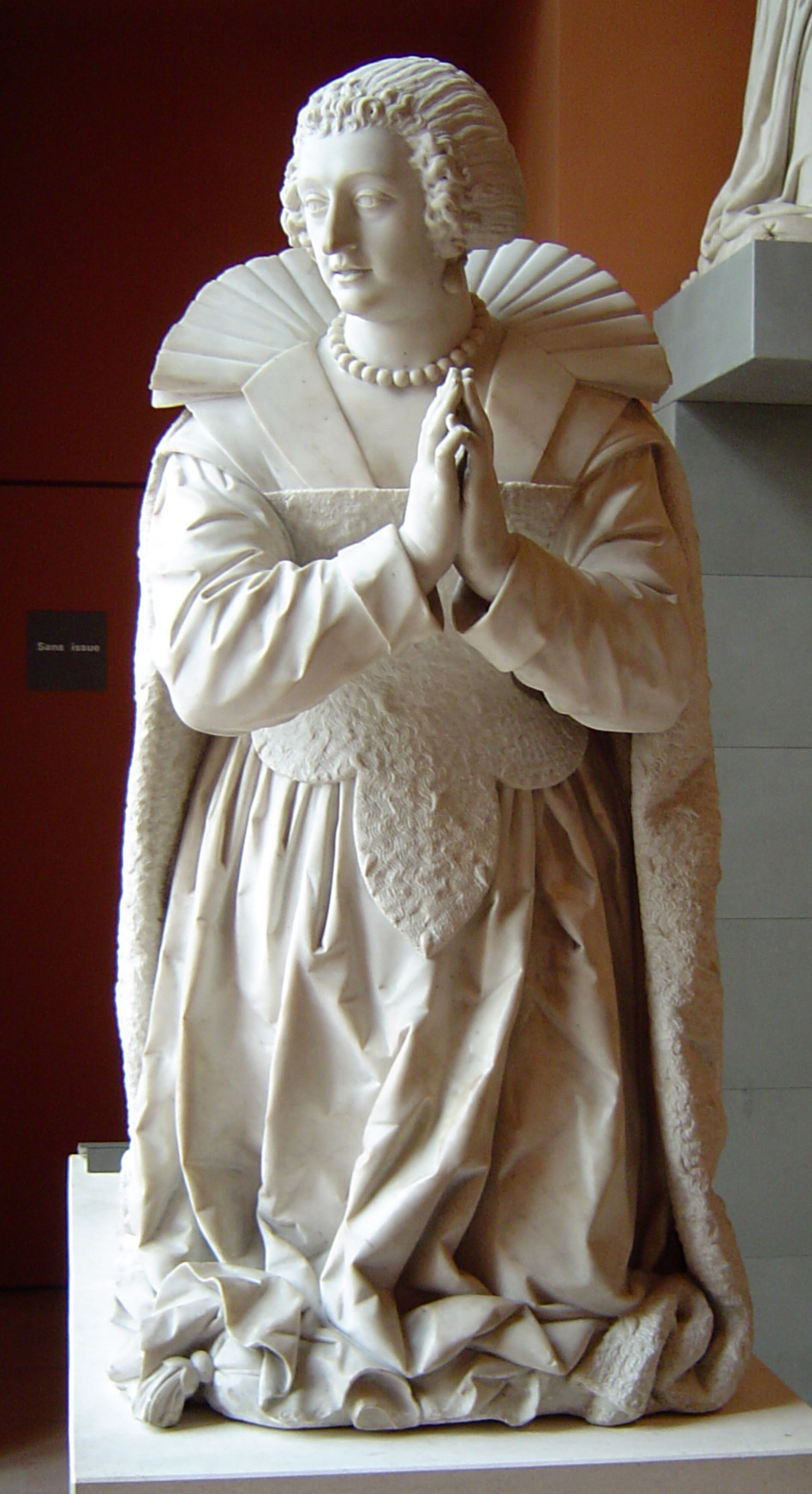
左のルーブル美術館の彫像の正面
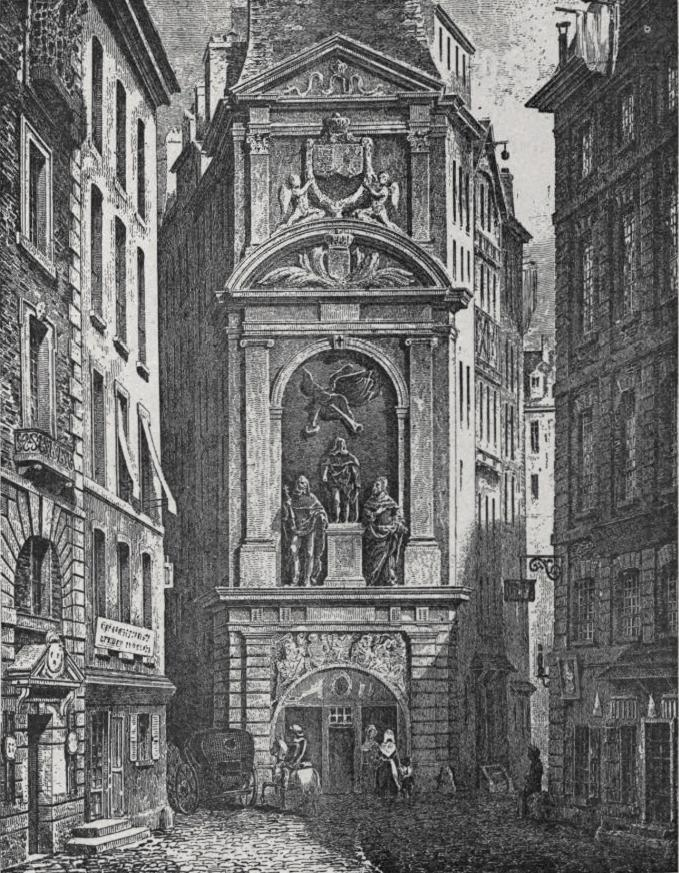
現在は残っていないシャンジュ橋のモニュメント
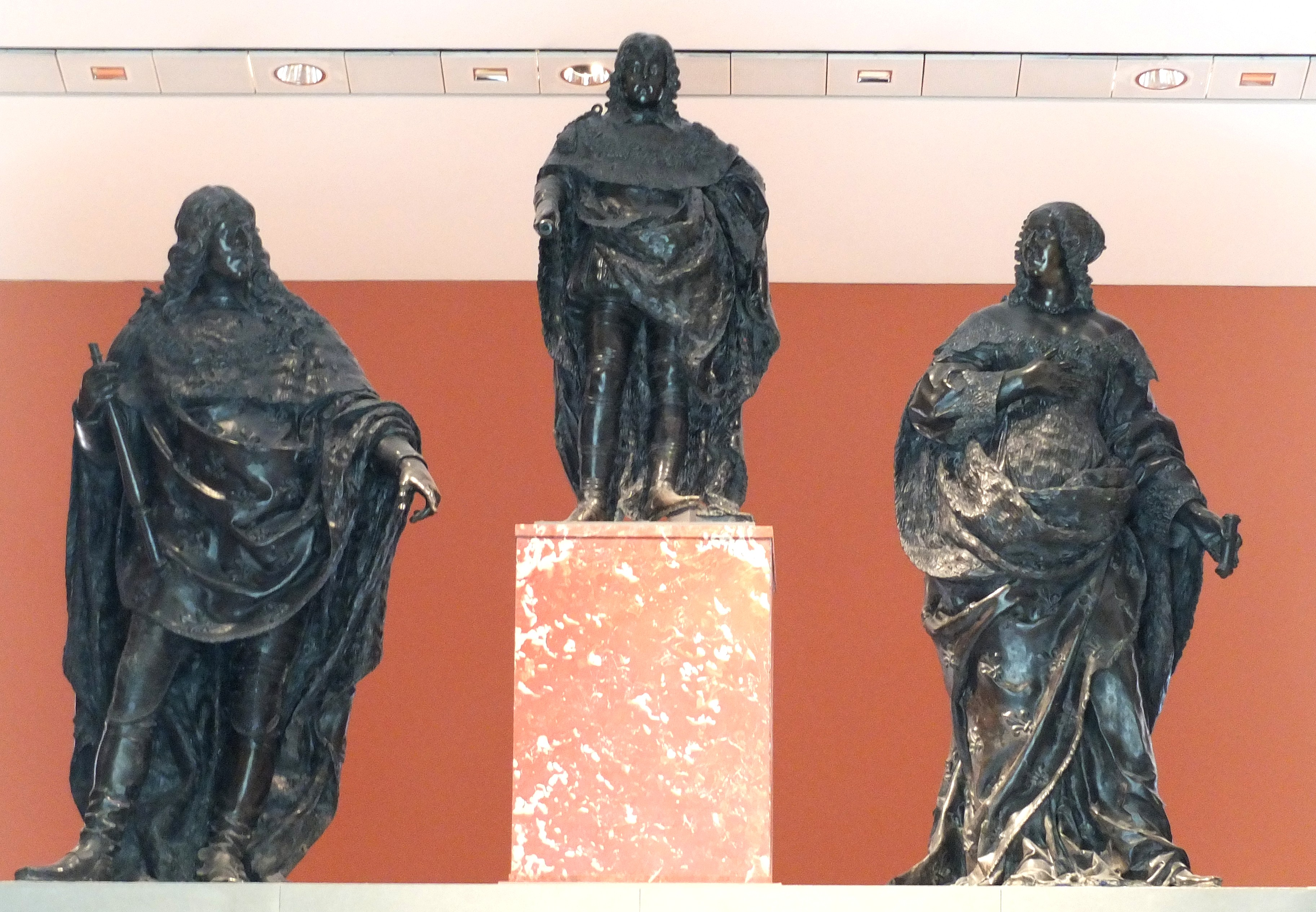
シャンジュ橋のモニュメント